# Thymebatis bicolor
Thymebatis bicolor är en stekelart som beskrevs av Brethes 1909. Thymebatis bicolor ingår i släktet Thymebatis och familjen brokparasitsteklar. Inga underarter finns listade i Catalogue of Life.